# Neuroleon (Neuroleon) longipennis
Neuroleon (Neuroleon) longipennis is een insect uit de familie van de mierenleeuwen (Myrmeleontidae), die tot de orde netvleugeligen (Neuroptera) behoort. 
Neuroleon (Neuroleon) longipennis is voor het eerst wetenschappelijk beschreven door Esben-Petersen in 1931.